# Javier Paredes
Pour les articles homonymes, voir Paredes.
Javier Paredes Arango est un ancien footballeur espagnol né le 5 juillet 1982 à Oviedo, qui évoluait au poste de latéral gauche.

## Carrière
- 2000-2003 :  Real Oviedo
- 2003-2005 :  Real Madrid B
- 2005-2007 :  Getafe CF
- 2007-fév. 2014 :  Real Saragosse[1],[2]
- jan. 2015-2016 :  Albacete Balompié
- janv.-juil. 2017 :  CD Ebro

## Palmarès
- Getafe CF
  - Finaliste de la Coupe d'Espagne : 2007